# Fellerich
Fellerich ist ein Ortsteil der Ortsgemeinde Tawern im Landkreis Trier-Saarburg in Rheinland-Pfalz. 

## Geographie
Der Ort liegt auf einer Höhe von etwa 275 m ü. NHN und ist vorwiegend landwirtschaftlich durch Wein- und Ackerbau geprägt. 
Zu Fellerich gehört auch der Wohnplatz Fellericher Mühle im Tal des Albachs.
Nachbarorte neben Tawern selbst im Südosten sind Temmels im Westen, Oberbillig im Norden und Wasserliesch im Nordosten.

## Geschichte
Eine Besiedlung des Ortes wird bereits für die vorfränkische Zeit vermutet.
In einer Urkunde Kaiser Karls aus dem Jahr 802 wird erwähnt, dass der Ort Valeuiacum den Trierer Bischöfen geschenkt wurde. In einem Schreiben von 949 wird ein Hof namens Villa Valeriacum erwähnt. Fellerich war demnach ein großes Hofgut, das schon vor 802 zum Eigentum der Trierer Erzbischöfe gehörte. Im Jahr 1000 beurkundete Erzbischof Ludolf von Trier eine Schenkung, die das Schicksal von Tawern und Fellerich (Velrecke) für 800 Jahre mit dem Kloster St. Marien in Trier verband. Ab dem Jahr 1153 bis zur französischen Revolution gehörte Fellerich zum Herzogtum Luxemburg. In dieser Zeit wechselte mehrmals die Oberhoheit. Der Ort gehörte zu Burgund, Österreich, Spanien, Frankreich und ab 1815 zu Preußen.
Im Jahr 1628 wurde die Willibrordskirche erbaut. Im Jahr 1837 erhielt Fellerich ein eigenes Schulhaus. Durch ein Feuer 1846 wurden die Kirche und der größte Teil des Dorfes zerstört. Der Neubau der heutigen Kapelle wurde am 4. November 1861 vollendet.
Am 13. Januar 1912 wurde Fellerich an die öffentliche Wasserversorgung und im April des gleichen Jahres an das Lichtnetz angeschlossen. Im Ersten Weltkrieg verzeichnete der Ort zwölf Gefallene. Im Zweiten Weltkrieg mussten 28 Personen ihr Leben lassen. Sieben Fellericher wurden vermisst. Nach dem Krieg gehörte Fellerich zu den Gemeinden der französischen Besatzungszone, die im Februar 1946 an das Saarland angeschlossen wurden, im Juni 1947 aber auch zu den Orten des Landkreises Saarburg, die wieder zurück gegliedert und Teil des damals neu gebildeten Landes Rheinland-Pfalz wurden.
Im Jahr 1956 begannen die Kanalisierungsmaßnahmen mit anschließendem Neubau der Straßen. Am 22. Oktober 1962 wurde die neue Schule eingeweiht, die bereits 1969 nach nur sieben Jahren Nutzung wieder aufgegeben wurde.
Im Rahmen der Gebietsreform 1970 kam Fellerich zur Verbandsgemeinde Konz. Am 17. März 1974 wurde Fellerich mit zu diesem Zeitpunkt 244 Einwohnern nach Tawern eingemeindet und ist seitdem ein Ortsteil dieser Ortsgemeinde. 1987 wurde ein neuer Dorfplatz mit Brunnenanlage fertiggestellt, auf dem am letzten Maiwochenende die Fellericher Kirmes gefeiert wird. Seit 2003 hat der Ortsteil neben der Freiwilligen Feuerwehr seinen zweiten Verein, den Fußballverein „1. FC Spartakus Fellerich 03 e. V.“.
Ein in den 2000er Jahren geplantes Vorhaben – die Errichtung eines Golfplatzes, eines Luxushotels und eines Wohngebietes mit 400 Eigenheimen auf dem „Fellericher Plateau“, der Großlage zwischen Fellerich und Nittel – wurde zwischen Gemeinde, Investoren, Grundeigentümern und Naturschützern gekämpft, bis es 2012 aufgegeben wurde.

## Politik
Fellerich ist gemäß Hauptsatzung der einzige Ortsbezirk der Ortsgemeinde Tawern. Der Bezirk umfasst das Gebiet der ehemaligen Gemeinde. Auf die Bildung eines Ortsbeirats wurde verzichtet. Die Interessen des Ortsbezirks sollen durch einen Ortsvorsteher vertreten werden, allerdings ist das Amt derzeit vakant, da sowohl bei der Kommunalwahl am 26. Mai 2019, als auch am 9. Juni 2024 kein Bewerber antrat. Frühere Ortsvorsteher waren Peter Greif (CDU, 2004–2019) und zuvor 20 Jahre Peter Biewers.

## Sehenswürdigkeiten
In der Denkmalliste des Landes Rheinland-Pfalz (Stand: 2021) werden vier Kulturdenkmäler genannt:
- Römisch-katholische Filialkirche St. Willibrord, Saalbau im Rundbogenstil (1846)
- Streckhof (1829, Erneuerung bezeichnet 1914)
- Quereinhaus (Ende des 18. Jahrhunderts, Erneuerung bezeichnet 1846)
- Fellericher Mühle, Walmdachbau (1836)

Siehe auch: Liste der Kulturdenkmäler in Tawern.

## Wirtschaft und Infrastruktur
Der Ort liegt an der Landesstraße 136.